# Rod La Rocque
Roderick La Rocque de la Rour (ur. 20 listopada 1898 w Chicago, zm. 15 października 1969 w Beverly Hills) – amerykański aktor filmowy. Posiada swoją gwiazdę na Hollywoodzkiej Alei Gwiazd.

## Filmografia
- 1917: Sadie Goes to Heaven jako Coal Heaver
- 1923: Dziesięć przykazań jako Dan McTavish
- 1927: The Fighting Eagle jako Etienne Gerard
- 1929: Our Modern Maidens jako Glenn Abbott "Dynamite"
- 1930: Beau Bandit jako Montero
- 1939: Dzwonnik z Notre Dame jako Phillippe
- 1941: Obywatel John Doe jako Ted Sheldon, bratanek Nortona